# Ian Thompson (Hochspringer)
Ian Thompson (Ian Ronald Thompson; * 8. Dezember 1968; † 15. März 1999) war ein bahamaischer Hochspringer.
Bei den Olympischen Spielen 1992 in Barcelona schied er in der Qualifikation aus.
1994 wurde er bei den Commonwealth Games in Victoria Neunter und 1995 bei den Leichtathletik-Weltmeisterschaften in Göteborg Elfter.
Bei den Olympischen Spielen 1996 in Atlanta und bei den Leichtathletik-Hallenweltmeisterschaften 1997 in Paris kam er nicht über die erste Runde hinaus.
Seine persönliche Bestleistung von 2,29 m stellte er am 25. Juli 1995 in Kotka auf.